# 叼着麵包快要遲到的少女

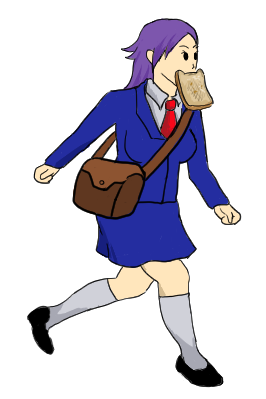
叼著麵包快要遲到的少女示意圖

叼着麵包快要遲到的少女（日语：遅刻する食パン少女），是日本ACG的經典場面之一。當中一名學齡少女會在早上一邊叼着麵包一邊趕着上學，然後不小心撞到一名少年；接下來隨着劇情發展，兩人最終相戀。此一場景又被稱為「麵包衝刺」、「吐司娘」、「叼着吐司要遲到了」、「叼着麵包衝刺」。

## 概論
相關情節一般如下：女主角在早上準備上學時，發現自己馬上要遲到了。於是她便為了節省吃早餐的時間，而一邊叼着麵包一邊出門。出門後一邊喊着「要遲到了，要遲到了！」一邊趕路。到了轉角處時，卻不小心撞到一名少年。兩人之後要不互相指責，就是互相道歉。
少女回到校園後，發現早上撞到的那位少年原來是一位將會跟自己同班的轉校生。她因為早上那場碰撞，而打從一開始就對少年有着不好的印象。不過兩人之後因着一連串事件，而陷入愛河。

## 起源

### 相關調查
福田里香、自由作家田幸和歌子、插畫家廢屋（はいおく）皆表示，在較舊的少女漫畫當中基本找不到此一場面。

#### 田幸和歌子的調查
2005年，田幸和歌子在Excite新聞上表示，她為了驗證此一場面是否真的那麼普遍，而特意調查了85本少女漫畫，當中女主曾喊出「要遲到了，要遲到了！」的只有包括《草莓星願》在內的五部漫畫；主角愛上轉校生的亦只有以《入花同學請多多指教》（いるかちゃんヨロシク）為首的四部；沒有作品同時符合「麵包」、「遲到」、「碰撞」、「戀愛」四項要素。

#### 福田里香的調查
在少女漫畫及相關次文化方面有一定造詣的福田里香於2012年的《kettle》（ケトル）雜誌及著作《無賴總是襲擊餐桌》中分別表示，即使自身把1960-1970年代的爱情喜剧類少女漫畫、少女小說、少年漫畫都調查了一遍，也不能找到跟#概論相符的情節，不過若把「在上學路上奔跑」、「跟人碰撞」、「愛上了轉校生」這三個條件獨立來看，則各有作品符合。之後她去問了自己相熟的漫畫迷，結果也是沒找到擁有這一情節的作品。
1990年，相原弘治及竹熊健太郎在《猴子也能畫漫畫》的第9話當中，把#概論所描述的情節畫了一遍，並稱這是少女漫畫的經典邂逅場景。福田認為《猴子也能畫漫畫》的第9話是最早出現此一情節的作品。但是它卻為說明少女漫畫該怎麼畫的戲仿作品，即一定會有實際存在的戲仿物。水聲社的《為何香蕉皮這麼滑？》（バナナの皮はなぜすべるのか?，2010年）也表示，《猴子也能畫漫畫》為最初使這類情節成為焦點的作品。
《新世紀福音戰士》的最後一話（1996年3月27日首播）出現了相關場面，當中由碇真嗣及綾波零分別擔任男女主角。福田表示，此一作品在社會擁有極大的反響，並且由擁有很大人氣的女主角綾波零飾演「叼着麵包快要遲到的少女」，於是社會便開始把相關場面奉為經典。福田繼視相關記憶為不論誰都沒有實際經驗的集體記憶。

#### 插畫家廢屋的調查
插畫家廢屋（はいおく）把漫畫雜誌《Ribon》於1970-1985年刊登的作品全都看了一遍，結果亦沒發現有這種場面的漫畫，並指相關情節不能夠被視為經典。他亦就着《猴子也能畫漫畫》當中的相關場面去質問竹熊健太郎，結果答覆如下「此一場面並沒有直接參考任何作品，只是混合了不同的例子罷了」、「1970年代中期竹熊還在讀初中，但當時不少人就認為此一場景是特定的桥段」。

#### 網民調查
之後2015年，設計師龐統浩（ほうとうひろし）於Twitter上調查了這個場面的起源。當中有網民表示《哈里斯的旋風》擁有「因上學快要遲到，而叼着飯團出門」的場面；《富士三太郎》則被指擁有「叼着麵包出門」的場面。此外亦有意見表示上述廢屋「即使把1960-1970年代的數千本漫畫都調查一遍，也不能找到相符情節」的結果是錯誤的，因為1970年代的少女漫畫《玫瑰年華》便擁有「一名學齡少女在早上快要遲到時，跟少年發生碰撞」的場面。編輯新保信長在Twitter上表示，《1·2三四郎》亦擁有同樣的場面。
於是有人在經過考察後認為，「因快要遲到，而叼着麵包出門」及「因快要遲到，而在上學路上奔跑。跑到了轉角處時，卻不小心撞到一名少年」這兩個分別獨立存在的場面，在《猴子也能畫漫畫》當中混合起來具現化，成為「叼着麵包快要遲到的少女」的印象。之後因為一直沒人否定，亦沒有否定之的材料，而令相關場面逐漸滲入至少女漫畫中。對於相關情節一般只描畫8片裝的方包，而不是5-6片裝，有意見認為這樣才方便該名少女叼着。
此外，龐統浩在Twitter上收到了一則情報，指1962年的《海螺小姐》（漫畫版）擁有磯野裙帶菜叼着麵包出門的場面，使得它被推舉為最早擁有「叼着麵包出門」此一情節的漫畫。

## 知名度
2010年，goo排名就「令你覺得『可以有！』的古老少女漫畫場景」舉辦了一場投票。這個場景因被視為經典，而名列第3位。不過goo排名亦評論指，相關場面幾乎不能在古舊的少女漫畫中找到。福田里香於《無賴總是襲擊餐桌》中寫道，少女漫畫當中很多都會出現類近的場面，但她卻表示相關描述是「根據自身的記憶寫成的，並沒有參考現實中任何漫畫」。2013年BuzzFeed的報導指出，日本以外的地區也普遍認為此一場面在動畫當中挺為常見。
2010年之後，因為此一場面實在過於經典，所以它開始被當作一個梗使用。於2017年播映的《櫻桃小丸子》第1096話有著以下對白：「如果一邊叼着麵包一邊跑回學校，那麼會否出現少女漫畫般的命運邂逅？」。
日本海外同樣被「叼着麵包快要遲到的少女」的場面所滲透。在俄羅斯，當地一名在成長過程中不時觀看動畫的女性對這一場面擁有頗為深刻的印象，並認為這就是日本的日常。
根據方包綜合研究所的調查，約4.2%的受訪者嘗試過「叼着麵包奔跑」，6.4%則表示見過這樣做的人，日本人當中有約1成在現實中經歷過這樣的場面。互聯網研究公司DIMSDRIVE的調查結果則顯示，10.1%的受訪者曾經在差不多要遲到時叼着麵包出門，11.4%則表示「很想這樣做」。

## 相關文化
2011年，京都精華大學設計學部視覺設計學科的圖形課決定把「麵包衝刺」這項元素融入課堂，為此舉辦了一項活動。活動中首先由4位大學2年級女生組成一組，然後透過扮演名為「麵包少女山田小姐」的角色來模擬消費者與生產者之間的交流。交流站點則為Twitter及FREE PAPER（她們之後從FREE PAPER轉移至専屬網站）。山田小姐在設定上每天都在「叼着麵包跑回學校」，而且很憧憬「在轉角處撞到一名少年」。「山田小姐」的Twitter則由組內的成員輪流負責發推。此一活動於2011年開始，至今該Twitter帳戶已有2000+名追隨者。
2014年，遊戯開發公司Hap Inc.開發了一款有關此主題的免費流動遊戯《烤面包的女孩》（日语：トースト少女；官方机翻名称，正确翻译应为“吐司少女”）。這部遊戲於網上隨即成為熱門話題。構思這部遊戲的開發者原先花了一整晚去構思一部新遊戯，結果第二天睡過頭，起來後發現自己要遲到了。於是就一邊叼著方包一邊趕路，途中透過櫥窗看到自己的模樣，忽然靈感一現，開始產生有關新遊戲的構想。實際玩過這部遊戯的用戶一般對之表示好評，認為它的背景音樂質量很高，簡單得來又不失細節，而且十分有趣。到了次年3月，它的下載量已突破20萬。
2017年，以水煮紅豆罐頭為主力商品的井村屋跟敷島麵包公司旗下品牌PASCO來了一次合作活動，在官方Twitter上上傳了戲仿相關情節的漫畫。漫畫中並沒有「叼着麵包的少女」出現，反之卻是PASCO麵包在路上奔跑，跟井村屋的水煮紅豆罐頭發生碰撞。由此而生的亦不是愛，而是「紅豆黄油吐司」。漫畫所塑造的氛圍令它在網絡上成了話題。
敷島麵包於次年在《讀賣新聞》日本全國版刊登了全版廣告，上面印有輕小說《弱角友崎同學》的登場角色七海深奈實一邊叼着麵包一邊趕路的插圖，並配上以下句子：「即使是麵包也不得不跑」。此一廣告在刊出之後於Twitter及SNS等平台瘋傳，《讀賣新聞》的Twitter分析顯示，它在2日內就已引來了包含轉推在內的2985篇推文，估計普及人數達419萬人。讀賣新聞市場部銷量促進組表示，在製作這一廣告時考慮了不同的方案，最終採用這個方案的原因在於它為王道的經典漫畫場面，在眾多方案中最為吸引人眼球。在2018年第35回讀賣廣告大賞中，此一廣告獲得了優秀獎。
2015年，手機遊戲《激突！崩壞學園》的宣傳動畫〈春天的避免遲到運動 麵包少女祭〉（春の遅刻防止キャンペーン 食パン少女祭り）出現了叼着麵包奔跑的少女。有關新聞稿表示，說起遲到的女高中生，就會有「叼着麵包出門」的印象。
此外也有人特意模彷動漫當中的相關情節。2009年，北海道札幌市的街頭表演團體「札幌Happening」把叼着麵包奔跑列入「沒害的惡作劇」活動計劃當中。並於4月16日早上成功召集了30名以上有意參加的學生及上班族，一起叼着麵包跑回學校或公司。他們成功引來了途人驚訝的目光；網上則有評論指此一活動「很棒」、「好像很有趣的樣子」。
2020年4月，由於北韓領導人金正恩傳出病危傳聞，外界紛紛猜測其繼承人。其妹金與正成為熱門人選之一，由於她可能成為北韓首位女性領導人，不少人製作了其二次元形象，其中一張她叼着麵包的改圖也在網路上爆紅。

## 註腳
1. ↑  福田里香於《無賴總是襲擊餐桌》一著中寫道，這一大要為她「根據自身的記憶寫成的，並沒有參考現實中任何漫畫[8]。」
2. ↑  田幸和歌子。出生於長野縣。在廣告製作公司工作過一段時間後改行，成為自由作家[10]。
3. ↑  但是叼着麵包的是轉校生綾波零，與#概論相反[3]。此外這一場面也不過是碇真嗣的幻想，跟本編劇情毫無關係可言[3][8]。

### 書刊
- 相原コージ・竹熊健太郎.  . ビッグコミックスピリッツ (小学館). 1990-01-02, 11 (1).
- 黒木夏美.  . 水声社. 2010-04-30. ISBN 978-4-89176-777-8.
- 橋本紀子.  . 週刊ポス (小学館). 2012-11-02, 44 (28). NCID AN1045581X.
- 福田里香.  . 太田出版. 2012-04-23. ISBN 978-4-7783-1313-5.
- . ケトル (太田出版). 2012-02-25, (5)  [2019-07-20]. （原始内容存档于2019-06-22）.

## 外部連結
- 「遅刻する食パン少女」記事まとめ，存于
- ほうとうひろし氏による食パンをくわえて登校するキャライメージの元祖探し（页面存档备份，存于） - Togetter 2015年11月16日
- 食パン遅刻少女をメジャー化した男・竹熊健太郎が、あらためてその歴史と現状を振り返る（页面存档备份，存于） - Togetter 2020年4月18日